# Alouette d'Indochine
Plocealauda erythrocephala
Espèce
Statut de conservation UICN

 LC  : Préoccupation mineure
L'Alouette d'Indochine (Plocealauda erythrocephala) est une espèce de passereaux de la famille des Alaudidae.
Elle se distingue des espèces voisines de son genre notamment par une queue plus courte. Contrairement à l'Alouette des champs, elle peuple également les arbres et les buissons.